# Hamlet (legende)

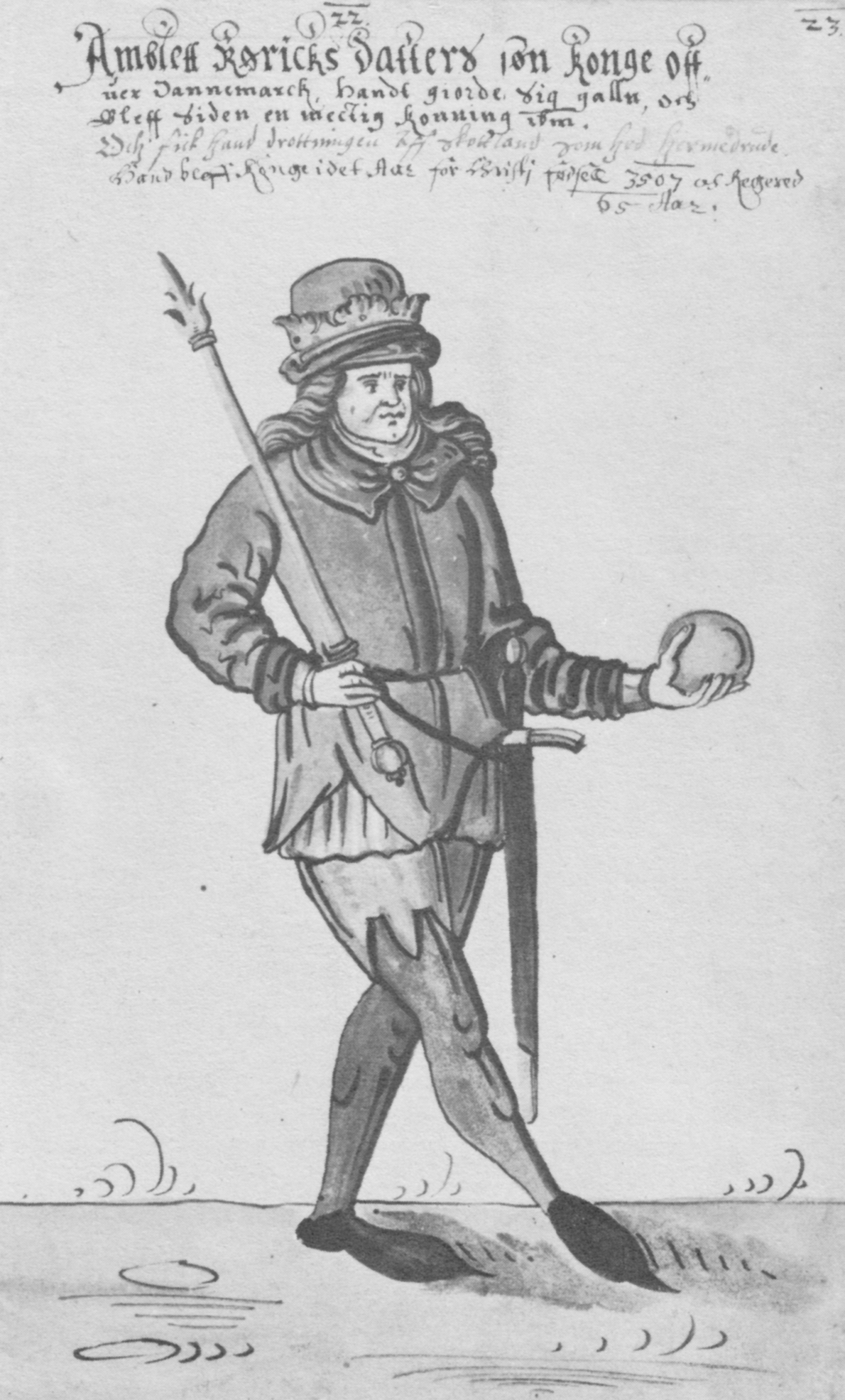
Amblett, afbeelding uit een 17e-eeuws manuscript.

Hamlet of Amleth is een figuur uit oude Scandinavische folkloristische geschriften en de held van de William Shakespeares tragedie Hamlet, prins van Denemarken. De hoofdbron over de legende van Hamlet is Saxo Grammaticus, die delen over deze figuur vertelt in deel drie en vier in de Gesta Danorum, geschreven begin 13e eeuw. Het is niet bekend of Saxo zijn informatie mondeling of schriftelijk heeft verkregen als bronmateriaal.

## Saxo's versie
De korte Saxo versie van Hamlets geschiedenis gaat als volgt: Gervendill, gouverneur van Jutland werd door zijn zoons Horvendill en Feng opgevolgd. Horvendill kwam terug van een Vikingexpeditie, waarbij hij Koll, koning van Noorwegen, had verslagen. Hij trouwde vervolgens met Gerutha, dochter van Rørik Slyngebond, koning van Denemarken. Zij baarde hem een zoon genaamd Amleth, maar ondertussen vermoordde Feng uit jaloezie zijn broer Horvendill en wilde vervolgens dat Gerutha zijn vrouw zou worden. Hij vroeg haar te trouwen op de plek waar hij uit wraak de moord pleegde omdat ze slecht behandeld werd door haar vorige man. Amleth, bang om zijn vaders lot te delen, gedroeg zich als een gek om Feng te misleiden. Feng onderwierp hem aan diverse tests, waaronder een verloving met zijn aangenomen jonge zusje (het prototype van Ophelia). Amleths onhandigheid echter redde hem van deze verbintenis. Nadat Amleth de hoofdadviseur had doodgeslagen (deze staat model voor Shakespeares Polonius) in zijn moeders kamer en zijn daad en sporen wist te verbergen, werd Feng zich ervan bewust dat Amleths gestoordheid al die tijd gespeeld was. Hij stuurde Amleth vervolgens naar Brittannië met twee adjudanten, die een brief met zich meedroegen aan de koning om Amleth aldaar te doden. Amleth onderschepte dit bericht en veranderde in het geheim de boodschap op de houten tablet zodanig dat juist zijn twee begeleiders gedood moesten worden en dat de koning zijn dochter aan Amleth ten huwelijk zou moeten geven.
Nadat hij met de prinses getrouwd was, keerde Amleth aan het einde van het jaar terug naar Denemarken. Van alle rijkdom die hij had vergaard, nam hij alleen twee holle stokken mee terug die gevuld met goud waren. Hij arriveerde op een moment dat er een begrafenisfeest aan de gang was, ter nagedachtenis aan zijn veronderstelde dood. Gedurende het feest voerde hij zijn hovelingen dronken met wijn en voerde zijn wraak uit in hun slaap, door iedereen te bedekken met wol en ander brandbaar materiaal, om vervolgens de boel in brand te steken. Feng versloeg hij met zijn eigen zwaard. Na een lang verzoeningsgesprek met het volk, benoemde Amleth zichzelf tot koning. Toen keerde hij terug naar Brittannië om zijn vrouw op te halen en kwam hij erachter dat Feng en zijn schoonvader elk afzonderlijk beloofd hadden elkaar te wreken bij een vermeende dood van een van hen. Echter, de Britse koning wilde deze belofte niet in vervulling zien gaan en stuurde Amleth als een bloedverwante krijger naar de verschrikkelijke Schotse koningin Hermuhruda om haar hand. Deze had alle eerdere krijgers die om haar hand vroegen ter dood gebracht, maar deze keer viel ze als een blok voor Amleth. Bij zijn terugkeer in Brittannië vertelde zijn eerste vrouw, wier liefde voor hem sterker was geworden dan haar afkomst, dat haar vader alsnog wraak wilde nemen. In het uiteindelijke gevecht wist Amleth zijn tegenstander te verslaan door via de afgrond hem in staken te doen belanden, wat de rest van de tegenstanders bevreesd deed vluchten.
Hij keerde vervolgens met zijn twee vrouwen terug naar Jutland, waar hij tegenstand moest bieden aan Wiglek, de opvolger van Rørik. Amleth werd verslagen in de strijd door Wiglek. Hermuthruda, die had beloofd samen met Amleth te sterven, trok haar belofte in en trouwde met de overwinnaar. Saxo verklaarde dat Amleth op een lege vlakte werd begraven in Jutland. Wiglek overleed later aan een ziekte en was de vader van Wermund, waarvan de bloedlijn van de koningen van Mercia afstamde.

## Proza Edda
In de Skáldskaparmál-sectie van de Proza-Edda van Snorri Sturluson citeert deze uit het gedicht van skald Snæbjörn, dat vermoedelijk ouder is dan de versie in de Gesta Danorum en Chronicon Iethrense. De mystieke regels worden in Skáldskaparmál aangehaald als een voorbeeld van Amlóđi's kern als een kenning voor de zee.

## Graf
Een grafmarkering dicht bij het kleine Jutlandse gehucht Ammelhede (in de huidige gemeente Randers) wordt door sommigen gezien als Hamlets historische graf. In 1933 werd er een steen opgericht ter nagedachtenis aan Amleth op de mogelijke begraafplek, die door de lokale bevolking wordt aangeduid als Amleths Heide. Echter lijkt de plek ouder en stamt hij uit de Bronstijd, 1.700 jaren ontstaan voordat Hamlet geleefd moet hebben.
Er wordt ook een derde graf gelinkt aan deze historische Hamlet in de Plaats Odsherred op Sjaeland, staat een Neolithisch bouwwerk uit een aantal liggende en staande stenen.